# 1435 в Україні

## Події
- 1 вересня в битві під Вількомиром війська Сигізмунда Кейстутовича завдали поразки силам Свидригайла Ольгердовича. Створене Свидригайлом Велике князівство Руське (1432—1435) припинило існування.
- Страчено митрополита київського Герасима.

## Особи

### Померли
- Михайло Болобан (*? — †30 серпня 1435) — князь Кременецький (1430—1432), князь Київський (1433—1435)
- Герасим (митрополит Київський) (*? — †26 червня/липня 1435) — Митрополит Київський і всієї Русі.

## Засновані, зведені
- Монастир святого Миколая (Малий Березний)
- Буденець
- Єзупіль
- Журавно
- Золочівка (Козівський район)
- Кінчаки
- Кремидів
- Медуха (село)
- Явче